# Спутњик 1
Спутњик 1 (рус. Спутник — пратилац или сапутник) је био први вештачки сателит лансиран у орбиту 4. октобар 1957. године у част годишњице Октобарске револуције. Он је лансиран са космодрома који је припадао СССР-у Бајконур у садашњем Казахстану. У космос га је однела ракета Р-7 коју је пројектовао Сергеј Корољов за балистичке ракете. Кретао се по орбити удаљеној 250 km од Земље. Његово лансирање је започело трку у истраживању свемира између СССР-а и САД.
Била је то полирана метална сфера пречника 58 cm са четири спољне радио антене за емитовање радио импулса. Радио-аматери су лако могли да открију његов радио сигнал, а орбитална инклинација од 65° и трајање орбите учинили су да му путања лета покрива готово читаву насељену Земљу.
Неочекивани успех сателита убрзао је америчку Спутњичку кризу и покренуо свемирску трку, као део Хладног рата. Лансирање је било почетак нове ере политичког, војног, технолошког и научног развоја. Реч „спутњик” је руска реч за сателит када се тумачи у астрономском контексту; њено друго значење је брачни друг или сапутник.
Праћење и проучавање Спутњика 1 са Земље пружило је научницима драгоцене информације. Густина горње атмосфере могла се закључити из његовог повлачења по орбити, а ширење његових радио сигнала дало је податке о јоносфери.
Спутњик 1 лансиран је током Међународне геофизичке године са локације бр.1/5, на петом Торетамском полигону, у Казахстанској ССР (сада познатом као космодром Бајконур). Сателит је путовао највећом брзином од око 8 km/s, што је трајало 96,20 минута да заврши сваку орбиту. Преносио је на 20.005 и 40.002 MHz, које су надзирали радио оператери широм света. Сигнали су се настављали 21 дан све док се батерије предајника нису испразниле 26. октобра 1957. Спутњик 1 је изгорео 4. јануара 1958. при поновном уласку у Земљину атмосферу, након три месеца, 1440 комплетираних орбита око Земље, и пређеној удаљености од око 70×107 km .

## Опис сателита
Технички подаци о овом првом освајачу васионе говоре следеће. Лоптасто тело од алуминијумских легура, пречника 58 cm било је херметички затворено. У његовој унутрашњости, напуњеној инертним гасом под одређеним притиском, специјални уређај одржавао је температуру у прописаним границама, неопходним за сигуран рад два радио предајника и акумулатора - извора електричне енергије. Количина електричне енергије понета са Земље била је довољна за тронедељни рад уграђене опреме. Спољашњи део лопте специјално је полиран да би се обезбедила одређена својства упијања односно одбијања Сунчевих зрака. На њој су се налазиле 4 штап-антене: две дужине 2,4 м, а две дужине 2,9 m. Укупна тежина сателита је била 83,6 килограма.
Спутњик-1 се око Земље кретао путањом са нагибом 65,1°, перигејом на 226 km и апогејом на 947 km. Период обиласка путање био је 96,17 минута. Кружио је брзином од 29,000 km на сат и емитовао радио-сигнале на фреквенцијама 20.005 i 40.002MHz, који су могли пратити бројни радио-аматери широм света. Пошто је пуне три недеље слао сигнале са путање и тиме омогућио драгоцене провере основних поставки лета у васиони, Спутњик-1 је „заћутао“ 26. октобра пошто су се истрошиле батерије али је наставио да се креће око Земље. После 93 дана (3 месеца), 1400 обртаја око наше планете и око 60 милиона преваљених километара, првенац васионске ере је зашао у густе слојеве атмосфере 4. јануара 1958. и престао да постоји.
После Спутњика 1 лансирана је серија сателита под тим називом.